# Sarah Webb
Sarah Kathleen Webb (Weybridge, 13 januari 1977) is een Brits zeiler.
Webb won met haar ploeggenoten in 2004 en 2008 de Olympische gouden medaille, Webb werd in 2007 en 2008 wereldkampioen in de Yngling.

## Resultaten

### Wereldkampioenschappen
| Jaar | Plaats  | Resultaten |
| ---- | ------- | ---------- |
| 2007 | Cascais | Yngling    |
| 2008 | Miami   | Yngling    |

### Olympische Zomerspelen
| Jaar | Plaats  | Resultaten |
| ---- | ------- | ---------- |
| 2004 | Athene  | Yngling    |
| 2008 | Qingdao | Yngling    |

2004: Sarah Ayton / Shirley Robertson / Sarah Webb ·
2008: Sarah Ayton / Sarah Webb / Pippa Wilson